# Carcinione platypleura
Carcinione platypleura är en kräftdjursart som beskrevs av M. Bourdon 1983. Carcinione platypleura ingår i släktet Carcinione och familjen Bopyridae. Inga underarter finns listade i Catalogue of Life.